# Bernard Bauer
Pour les articles homonymes, voir Bauer.
Bernard Bauer (Budapest, 18 août 1829 - Paris, 14 mai 1903), austro-hongrois d'origine juive devenu prêtre à Paris, docteur en théologie, fut un des grands prédicateurs du Second Empire. 

## Biographie
Paul Bauer est né à Pesth où son père est rabbin. Il suit des cours de peinture et 'histoire de l'art à l'université de  Vienne. Il participe à la Révolution autrichienne de 1848 à  Vienne. Après la révolution, il va étudier le droit à Heidelberg.
Après avoir exercé toutes sortes de métiers, dont celui de peintre. Bernard Bauer se convertit au catholicisme et reçoit le baptême en septembre 1852. Vivement impressionné par un sermon prononcé le 24 avril 1854 à Paris en l'église Saint-Sulpice par un frère carme, Augustin-Marie du Saint-Sacrement qui était lui-même un juif converti, il se fait carme déchaux. 
L'abbé Marie-Bernard Bauer  carme est prêtre séculier à Paris où il se distingua surtout comme orateur ; il publia quelques-uns de ses sermons. En 1866, il prononce le sermon du mariage du prince Czarioryski et de mademoiselle de Caraman Chimay, à l'église des missions étrangères.
Il devint en 1867 l'un des confesseurs de l'impératrice Eugénie et à ce titre est le chapelain de la Villa Eugénie à Biarritz. 
Le 22 mars 1867 il prononça dans l’église de la Madeleine à Paris un discours intitulé : La Pologne devant l'histoire et devant Dieu et le 8 décembre de la même année, en l’église Saint-Thomas-d’Aquin, un autre discours :  Les martyrs de l'Europe, au dix-neuvième siècle. Les deux discours furent publiés ensemble chez E. Maillet en 1868 et vendus au profit de l'Œuvre des Dames polonaises.
L'empereur Napoléon III lui accorde la nationalité française en janvier 1868. Le mois suivant, il est nommé protonotaire apostolique ad instar participantium par le Pape Pie IX, confirmé par décret impérial du 29 février. 
Lors de l'inauguration du canal de Suez le 17 novembre 1869, il parla après un imam et l'évêque orthodoxe de Jérusalem en exprimant son espoir que le christianisme et l'islam, deux religions avec des racines communes, mais qui s'étaient violemment affrontées dans l'histoire, pourraient se réconcilier devant ce canal qui unissait « le splendide Orient et le merveilleux Occident ».
Pendant la guerre de 1870 il est aumônier en chef des ambulances de la Presse. Après la chute du Second Empire, il quitta l'Église, fit don des cadeaux de l'Impératrice (bijoux religieux, habits) aux Missions étrangères. Il rompit ses vœux et se maria en 1899 avec Elisabeth Marie Lévy. Il participa à la scénographie de l'opéra de Reynaldo Hahn, La Carmélite à l'Opéra Comique en 1902.
Il mourut le 14 mai 1903 à son domicile parisien de la rue Marbeuf et fut enterré au cimetière du Père-Lachaise (7e division). 
Il avait été nommé chevalier de la Légion d'honneur par décret du 22 février 1871. Il était également grand'croix de l'ordre d'Isabelle la Catholique et commandeur de l'ordre de Charles III.
Bernard Bauer est l'oncle du commandant Maurice Weil et du journaliste Jacques Saint-Cère.

## Distinctions
- Grand-croix de l'ordre d'Isabelle la Catholique
- Chevalier de la Légion d'honneur (1871)

## Œuvres
- Le Judaïsme comme preuve du Christianisme, ed. C. Sartori, 1866
- Le But de la vie : Sermons prêchés à la chapelle impériale des Tuileries pendant le carême 1867, éd. A. Jouby et Roger, 1869
- Napoléon III et l'Europe, 1867
- Pologne devant l'histoire et devant Dieu, ed. Maillet, 1868
- Les héros du christianisme à travers les âges, ed. Dufour, 1860